# Моральний пейзаж
Моральний ландшафт: як наука може визначити людські цінності" - книга Сема Гарріса 2010 року, в якій він пропагує дослідження моралі і стверджує, що багато мислителів вже давно заплуталися у стосунках між мораллю, фактами і наукою. Він намагається прокласти третій путь між секуляристами, які стверджують, що мораль є суб'єктивною (моральними релятивістами), і релігійними, які кажуть, що мораль диктується Богом і Священним Писанням.
Гарріс вважає, що єдиною дієвою моральною системою є та, в якій "морально добрі" вчинки пов'язані зі зростанням " благополуччя розумних створінь". Далі він наголошує, що, незважаючи на проблеми з філософією науки і розуму в цілому, моральні питання мають об'єктивно правильні і неправильні відповіді, які ґрунтуються на емпіричних фактах про те, які чинники спричиняють процвітання людей. Кидаючи виклик традиційному філософському уявленню про те, що "...повинно" не може випливати з "...є" (закон Юма), Гарріс стверджує, що моральні питання найкраще вирішувати, використовуючи не лише філософію, але й наукові методи, оскільки наука може сказати нам, які цінності ведуть до людського процвітання. Саме в цьому сенсі Гарріс виступає за те, щоб науковці розпочали дискусію про нормативну науку про мораль.
Публікація книги відбулася після того, як Гарріс отримав у 2009 році ступінь доктора філософії . з когнітивної нейронауки в Каліфорнійському університеті в Лос-Анджелесі захистивши дисертацією з такою ж назвою: «Моральний ландшафт: як наука може визначити людські цінності» . 

## Анотація
...наука часто є питанням філософії на практиці. Напевно, варто нагадати, що первісна назва фізичних наук була, власне, "натурфілософія"... Можна було б назвати мою пропозицію в "Моральному ландшафті"
"філософською" позицією, але це позиція, яка безпосередньо стосується меж науки.
Гарріс починає з двох припущень: "(1) деякі люди живуть краще, ніж інші, та (2) ці відмінності пов'язані певним законним і не цілком довільним чином зі станами людського мозку та зі станом світу". Ідея полягає в тому, що людина просто описує матеріальні факти (багато з яких стосуються його мозку), коли описує можливі "кращі" і "гірші" варіанти життя для себе. Виходячи з цього, Харріс каже, що ми повинні зробити висновок, що існують факти про те, які дії допоможуть людині досягти кращого життя.
Гарріс підкреслює важливість визнання того, що такі фактори існують, оскільки, за його словами, ця логіка також поширюється і на групи людей. Він припускає, що існують як кращі, так і гірші способи покращення життя для людей. Так само, як і для окремої людини, для суспільства може існувати безліч різних шляхів і "вершин" для процвітання - але й набагато більше шансів зазнати невдачі.
Далі Гарріс доводить, що наука може з користю сформулювати визначення моралі, використовуючи факти про благополуччя людей. Його аргументи свідчать про те, що проблеми з таким науковим визначенням моралі, схоже, є загальними для всієї науки, або розуму і слів загалом. Гарріс також приділяє деякий час опису того, як наука може врахувати нюанси і виклики, пов'язані з визначенням найкращих способів для окремих людей і груп людей покращити своє життя. Багато з цих питань розглядаються далі.

### Філософський приклад

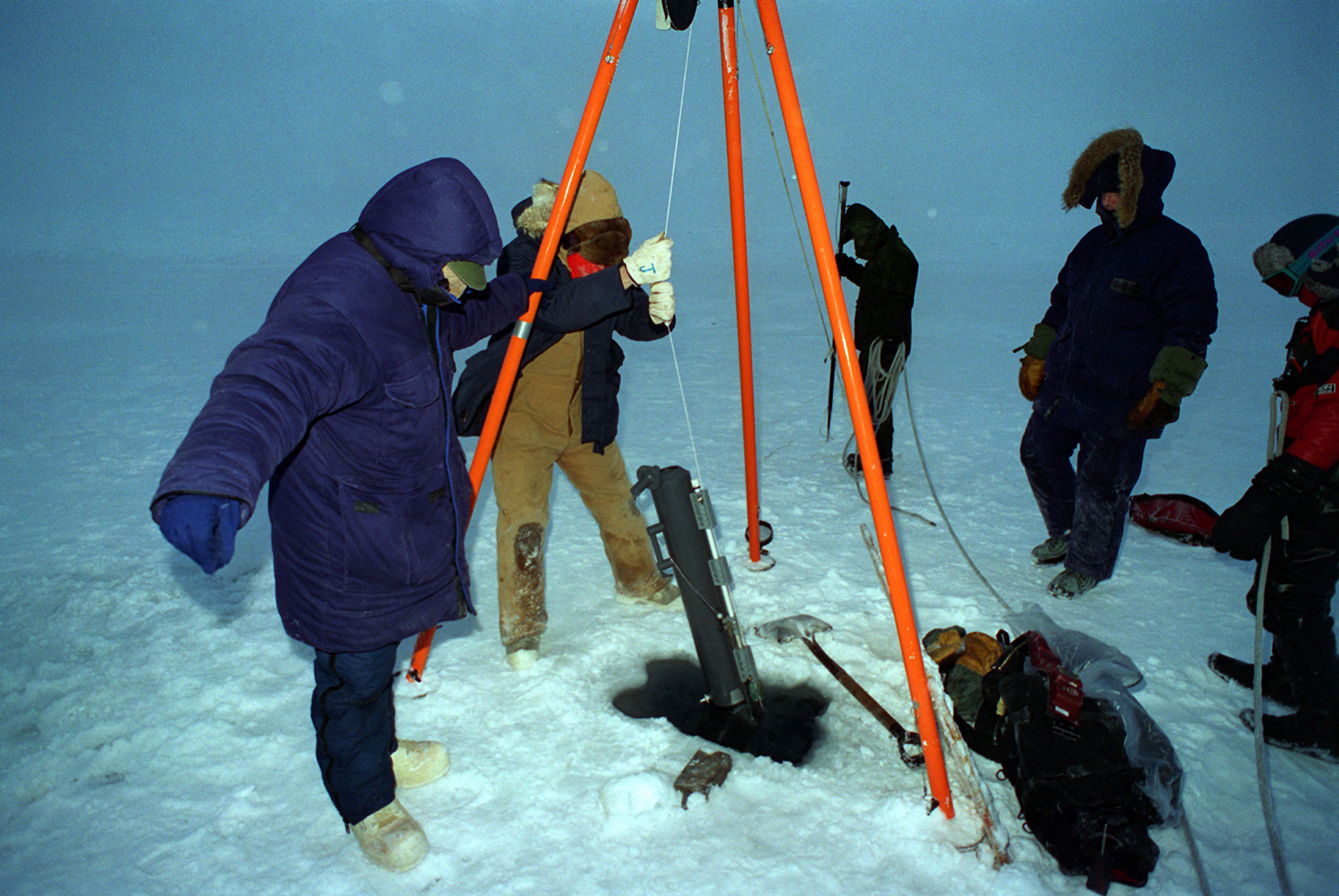
Гарріс каже, що наука вимагає від людини прийняття певних цінностей (наприклад, допитливості)

Хоча в книзі Гарріса йдеться про виклики, з якими має зіткнутися наука про мораль, він також згадує, що його наукові доводи насправді є філософськими. Більше того, він каже, що це стосується майже всіх наукових дослідів. Він зазначає, що сучасна наука - це обережне застосування перших філософських принципів, таких як емпіризм і фізикалізм. Він також припускає, що наука вже в значній мірі визначилася з цінностями у відповіді на питання "у що я повинен вірити і чому я повинен в це вірити?". Гарріс каже, що не дивно, що нормативні етичні науки ґрунтуються або будуть ґрунтуватися на фундаментальних припущеннях (базових нормах). Гарріс каже:
...наука часто є справою філософії на практиці. Напевно, варто нагадати, що первісна назва фізичних наук була, власне, " природнича філософія"... Можна було б назвати [мою пропозицію в "Моральному ландшафті"]
"філософською" позицією, але це позиція, яка безпосередньо стосується кордонів науки[4].
Те, як, на його думку, наука може займатися моральними аспектами, ґрунтується на різних філософських позиціях, таких як етичний реалізм (існують моральні факти) та етичний натуралізм (ці факти відносяться до фізичного світу). Гарріс каже, що наука про мораль може нагадувати утилітаризм, але ця наука, що важливо, є більш відкритою, оскільки вона включає в себе визначення добробуту, що постійно розвивається. Замість того, щоб бути прихильником редуктивного матеріалізму, Гарріс визнає аргументи ревізіоністів про те, що самі психологічні визначення залежать від досліджень і відкриттів. Гарріс додає, що будь-яка наука про моральність повинна враховувати все - від емоцій і думок до реальних дій та їхніх наслідків.
Для Гарріса моральні настанови і явні цінності загалом стосуються процвітання свідомих істот у суспільстві. Він стверджує: "Суспільна мораль існує для того, щоб підтримувати соціальні відносини, засновані на співпраці, і мораль можна об'єктивно оцінювати за цим стандартом". Гарріс вважає, що розмови деяких філософів про суто приватну мораль схожі на непродуктивну дискусію про приватну, особисту фізику. "Якщо філософи хочуть говорити лише про якусь химерно неприродну приватну мораль, вони просто змінюють тему".
Гарріс також розглядає, як взаємозамінність точок зору може стати важливою частиною моральних міркувань. Він посилається на "принцип неприємної несподіванки", коли хтось усвідомлює, що підтримував неефективну моральну норму (наприклад, відомі випадки, коли нацисти, які полювали на євреїв, виявляли, що вони самі були єврейського походження).

### Наука і моральні істини
Гарріс виділяє три наукові напрямки, пов'язані з мораллю: (1) пояснення того, чому люди роблять те, що вони роблять в ім'я моралі (наприклад, традиційна еволюційна психологія), (2) визначення того, яких зразків мислення і поведінки люди повинні дотримуватися (наука про мораль), і (3) загальне переконання людей змінити свій спосіб життя. Гарріс каже, що перший напрямок зосереджується лише на описі того, що є, тоді як (2) і (3) зосереджуються на тому, що має і могло б бути, відповідно. Він вважає, що саме на цьому другому, рецептивному напрямку має зосереджуватися наука про мораль. Він також каже, що ми не повинні боятися "оруеллівського майбутнього" з вченими на кожному кроці: життєво важливий прогрес в науці моралі можна було б розділити так само, як і прогрес в медицині.
Гарріс каже, що важливо розмежовувати метод (1) від методу (2), щоб не припуститися моралізаторської помилки. Він також підкреслює важливість розрізнення між (2) - питанням про те, що є правильним - і (3) - спробою змінити поведінку. Він каже, що ми повинні усвідомити, що нюанси людської мотивації самі по собі є викликом; люди часто не роблять того, що вони "повинні" робити, навіть будучи успішними егоїстами: є всі підстави вважати, що з'ясування того, що є найкращим для суспільства, не змінить звички кожного його члена за одну ніч.
Гарріс не вважає, що люди, навіть науковці, завжди приймають правильні моральні рішення; адже саме він стверджує, що багато хто з них помиляється щодо моральних фактів. Це пов'язано з багатьма реальними проблемами хорошої науки в цілому, включаючи людські когнітивні обмеження та упередження (наприклад, страх втрат може впливати на людські рішення з таких важливих питань, як медицина). Він згадує дослідження Пола Словіка та інших, щоб описати лише деякі з цих ментальних евристик, які можуть заважати нам міркувати належним чином. Хоча він зазначає, що тренування може зменшити вплив цих упереджень, Гарріс стурбований дослідженнями, які показують, що некомпетентність і незнання в певній галузі призводить до впевненості (ефект Даннінга-Крюгера).
Гарріс пояснює, що дебати і розбіжності є частиною наукового методу, і що одна сторона може помилятися. Він також каже, що дебати, які все ще доступні науці, ілюструють, як багато роботи ще можна зробити, і як багато розмов мають тривати.

### Позитивні переконання Гарріса
Книга сповнена тем, які, на думку Гарріса, далеко не є "сірими зонами" з точки зору моралі. Наприклад, він посилається на одне опитування, яке показало, що 36% британських мусульман вважають, що віровідступників слід страчувати за їхню невіру, і каже, що ці люди "морально заплуталися". Він також вважає, що очевидно, що самотність, безпорадність і бідність - це погано, але це далеко не те, як нас може завести і заведе позитивна психологія.
В одному з розділів, "Ілюзія свободи волі", Гарріс стверджує, що існує безліч очевидних фактів у психології (наприклад, ілюзія інтроспекції) або в неврології, які свідчать про те, що метафізично свободи волі не існує. Це, на його думку, інтуїтивно зрозуміло; "потяги думок... передають видиму реальність вибору, зробленого вільно. Але з глибшої перспективи... думки просто виникають (а що ще вони можуть робити?)". Він додає: "Свобода волі сама по собі є ілюзією". Наслідком неіснування свободи волі може бути діючий детермінізм, і Гарріс застерігає нас не плутати це з фаталізмом.
Одним із наслідків рішучої волі, каже Гарріс, є те, що стає недоцільним знущання над людьми з метою відплати - лише зміна поведінки і попередження інших все ще видаються потенційно вагомими причинами для покарання. Особливо тому, що зміна поведінки є свого роду ліками від злих вчинків; Гарріс наводить приклад уявного експерименту:
Подумайте, що сталося б, якби ми знайшли ліки від людського зла. Уявіть собі, для прикладу, що ліки від психопатії можна буде додавати в їжу, як вітамін D... Подумайте, наприклад, про перспективу позбавлення вбивці ліків від зла як частину його покарання. Чи має це хоч якийсь моральний сенс?
Гарріс визнає існування ієрархії в моральних міркуваннях (наприклад, люди важливіші за бактерії чи мишей). Він каже, що з цього слідує, що в принципі може існувати вид, в порівнянні з яким ми є відносно неважливими (хоча він сумнівається, що такий вид існує).
Гарріс підтримує розвиток технології виявлення брехні і вважає, що вона в цілому буде вигідною для людства.

#### Релігія: добре чи погано?
Відповідно до визначення моралі, яке дає Гарріс, він каже, що ми повинні запитати, чи сприяє релігія процвітанню людини (незалежно від того, чи впливала вона на нього в далекому минулому). Він стверджує, що релігію сповідують здебільшого тому, що вона узгоджується з людськими когнітивними тенденціями (наприклад, анімізм). На думку Гарріса, релігія та релігійні догми є перешкодою для розуму, і він наводить як приклад Френсіса Коллінза.
Гарріс критикує тактику секуляристів, таких як Кріс Муні, які стверджують, що наука не перебуває у фундаментальному (і, звичайно, не поверхневому) конфлікті з релігією. Гарріс вбачає в цьому поблажливу спробу заспокоїти більш побожних теїстів. Він стверджує, що суспільство може відійти від глибокої залежності від релігії так само, як і від відьомства, яке, за його словами, колись було так само глибоко вкорінене.

## Підвищення
Напередодні публікації четверо знайомих автора, серед яких біолог і популяризатор науки Річард Докінз, письменник Ян Мак'юен, психолінгвіст Стівен Пінкер і фізик-теоретик Лоуренс Краусс, висловили свої позитивні відгуки про книжку: всі вони входять до складу Консультативної ради проекту "Причина". Кожен з них входить до складу Консультативної ради проекту Гарріса "Причина", а їхня хвалебна оцінка з'являється у вигляді обкладинки (опублікована видавцем книги на веб-сайті Гарріса і відтворена на суперобкладинці книги). Докінз сказав,
Я був одним із тих, хто бездумно купився на міф про те, що наука нічого не може сказати про мораль. На мій подив, "Моральний ландшафт" змінив цю думку для мене. Він має змінити це і для філософів. Філософи вже виявили, що вони не можуть ухилитися від вивчення нейронауки, і найкращі з них в результаті підвищили рівень своєї майстерності..."

Мак'юен писав: "Гарріс вдихає інтелектуальний вогонь у стародавні дебати. Читаючи цю захоплюючу, сміливу книгу, ви відчуваєте, як земля рухається під вашими ногами. Розум ніколи не мав більш пристрасного адвоката". Пінкер сказав, що Гарріс пропонує "надзвичайно захоплююче бачення, яке жодна мисляча людина не може дозволити собі ігнорувати". Краусс писав, що Гарріс "володіє рідкісною здатністю формулювати аргументи, які не тільки стимулюють, але й є відверто живильними, навіть якщо ви не завжди з ним погоджуєтесь!". Краусс передбачив, що "читачі неодмінно вийдуть із раніше твердими переконаннями про світ, що піддаються сумніву, і з новим життєво важливим усвідомленням природи і цінності науки і розуму в нашому житті".

## Рецепція
У жовтні 2010 року «Моральний пейзаж» посів 9-е місце в списку бестселерів «Нью-Йорк Таймс» серед нон-фікшн .

### Рецензії та критика
Доценти кафедри філософії Чиказького університету Джеймс В. Діллер та Ендрю Е. Нуццоліллі написали загалом схвальну рецензію в журналі Міжнародної асоціації поведінкового аналізу (Association for Behavior Analysis International):
"Моральний ландшафт" є важливим внеском у наукову дискусію про мораль. Він пояснює детермінанти моральної поведінки для популярної аудиторії, встановлюючи причинно-наслідкові зв'язки між зовнішнім середовищем і корельованими неврологічними станами організму. 
У своїй рецензії для Barnes & Noble доцент філософії Каліфорнійського університету Трой Джоллімор написав, що книга "має що розповісти людям, які не знайомі з моральним скептицизмом", але " не має що сказати тим людям, які насправді знають, що таке аргументи, і не допоможе іншим стати значно обізнанішими". Джоллімор також занепокоєний тим, що Гарріс хибно подає складні питання як такі, що мають прості рішення.
Кваме Ентоні Аппіа написав у The New York Times, що "коли Гарріс наближається до нейронауки, він говорить багато цікавого і важливого", але критикував Гарріса за те, що він не зміг сформулювати "своє головне твердження" і визначити, як наука " відкрила", що людське благополуччя має об'єктивну складову. Аппіа стверджував, що Гарріс "в кінцевому підсумку затверджує ... щось дуже схоже на утилітаризм, філософську позицію, якій вже більше двох століть, ... яка стикається з низкою відомих проблем", які Гарріс просто "відсуває ... в сторону". Гарріс відповів Аппіа в післямові до версії в м'якій обкладинці, стверджуючи, що всі його претензії викладені в розділі "Добро і зло".
Когнітивний антрополог Скотт Атран (Scott Atran) розкритикував Гарріса за те, що він не звернувся до філософської літератури з етики та проблем, пов'язаних зі спробами наукового кількісного визначення людського добробуту, зазначивши, що
Нобелівський лауреат Деніел Канеман досліджує, що приносить
американцям задоволення від перегляду телевізора, спілкування з друзями, сексу - і що робить їх нещасними - поїздки на роботу, робота, догляд за дітьми. Отже, ми опинилися на тому місці, де ... ?
Критикуючи книгу, Кенан Малік написав:
Уявіть собі соціолога, який пише про еволюційну теорію, не обговорюючи роботи Дарвіна, Фішера, Майра, Гамільтона, Тріверса чи Докінза на тій підставі, що він не прийшов до своїх висновків, читаючи про біологію, і що обговорення таких понять, як
"адаптація", "видоутворення", "гомологія", "філогенетика" або "родинний відбір" "збільшить кількість нудьги у Всесвіті". Наскільки серйозно ми можемо і повинні сприймати його аргументи?
Девід Секстон з London Evening Standard назвав заяву Гарріса про створення науки про мораль як "надзвичайно надмірну і вочевидь хибну". Наука не створює власних моральних цінностей; вона може бути використана для добра чи зла, і так і було. Гарріс не може стояти поза культурою, і "краще майбутнє", яке він пророкує, саме по собі є культурною проекцією".
Джон Хорган, журналіст блогу Scientific American і автор книги "Кінець науки", написав: "Гарріс ще більше демонструє свою пиху, коли стверджує, що нейронаука, його власна галузь,яка здатна найкраще допомогти нам досягти універсальної моралі. ... Нейронаука навіть не може сказати мені, як я можу знати, що велика, чорна, волохата річ на моєму дивані - це мій пес Мерлін. І ми збираємося довіряти нейронауці, щоб вона сказала нам, як ми повинні вирішувати дебати про моральність абортів, евтаназії та збройного втручання в справи інших країн?"
Рассел Блекфорд писав: "Моральний ландшафт - це амбітна праця, яка порадує серця і зміцнить хребти багатьох світських мислителів", але, тим не менш, у нього є "серйозні застереження" щодо цієї книги.
Філософ Саймон Блекберн, рецензуючи книгу, назвав Гарріса "затятим атеїстом", який "приєднується до величезної кількості тих, чиї претензії щодо виходу за межі філософії є лише прикладом того, що вони зробили це дуже невдало", вказуючи, що "якщо гедоніст Бентама перебуває в одному стані мозку, а активний суб'єкт Аристотеля - в іншому, а вони, без сумніву, перебувають в одному стані, то сказати, кому з них віддати перевагу, - це моральна, а не емпірична проблема". А Г. Аллен Орр у "Нью-Йоркському книжковому огляді" писав: "Попри браваду Гарріса про те, "як наука може визначати людські цінності", "Моральний ландшафт" не дає нічого подібного".
Стів Айзексон написав книгу "Видобуток морального ландшафту: Чому наука не визначає (і не може визначати) людські цінності. Айзексон підсумовує: "Найбільшим запереченням проти аргументу Гарріса все ще залишається аргумент Мура про відкрите питання. Гарріс відкидає цей аргумент як гру слів, якої легко обійти, але він ніколи не пояснює ні самої гри, ні того, як її уникнути. Він просто ігнорує її".
Американська письменниця Мерилін Робінсон, пишучи в The Wall Street Journal, стверджує, що Гарріс не може "сформулювати власну позитивну мораль", але якби він це зробив, то опинився б у компанії "унітаріанців, які активно співпрацюють над схемами підвищення добробуту в світі, як вони це робили протягом багатьох поколінь".
На семінарі "Рух до натуралізму" лауреат Нобелівської премії з фізики Стівен Вайнберг розповів, як у молодості він був утилітаристом, але після прочитання "Прекрасного нового світу" Олдоса Хакслі переконався, що "фундаментальним принципом, який керує нашими діями, має бути максимальне щастя для найбільшої кількості людей". Вайнберг додав: "Сем Гарріс знає про такий контраргумент [проти утилітаризму] і каже, що це не щастя, а людський добробут. Що ж, коли ви робите речі все більш і більш розпливчастими, звичайно, стає все важче і важче сказати, що це не відповідає вашим власним моральним почуттям, але це також стає все менш і менш корисним як засіб винесення моральних суджень. Можна дійти до крайнощів, вигадати якесь безглузде слово і сказати, що це найважливіше, і ніхто не зможе його спростувати, але це не буде дуже корисно. Я вважаю, що людський добробут і те, як Сем Гарріс про нього говорить, знаходиться на півдорозі до абсолютної нісенітниці".

### Відповідь на критику
Через кілька місяців після виходу книги Гарріс написав продовження в The Huffington Post, відповівши на критику.
31 серпня 2013 року, у відповідь на негативні рецензії на свою книгу, Гарріс публічно закликав усіх охочих написати есе обсягом менше 1 000 слів, що спростовує "головний аргумент" книги. Надіслані есе перевіряв Рассел Блекфорд, а автор найкращого есе мав отримати $2,000 або $20,000, якщо йому вдасться змінити думку Гарріса. До дедлайну було отримано чотириста двадцять чотири есе. 11 березня 2014 року Блекфорд оголосив, що переможцем став твір викладача філософії Райана Борна.